# Sajmon Kauel
Sajmon Filip Kauel (engl. Simon Phillip Cowell; Brajton, 7. oktobar 1959) engleska je televizijska ličnost, preduzetnik, te A&R izvršni i televizijski producent. Poznat je u Ujedinjenom Kraljevstvu i Sjedinjenim Državama kao član žirija popularnih TV emisija, kao što su Pop Idol, Američkog Idola, The X Factora, i Britain's Got Talent. Kauel je vlasnik TV i muzičke izdavačke kuće Syco, koja je preimenovana u Greenwell Entertainment kao deo saradnje sa Filipom Grinom.
Kauel je poznat kao član žirija i po svojim uvredljivo iskrenim komentarima i često kontroverznim kritikama, uvredama i duhovitim primedbama o takmičarima i njihovim sposobnostima. Često je ismejavan u popularnoj kulturi, a Tajmsov novinar Minet Marin ga je opisao kao "plitak, neobazriv čovek bez srca – potonuli teret u zagađenom moru slavnih koji je potonuo bez traga u toksičnoj peni". Kauel je poznat po radu u televizijskoj i muzičkoj industriji; promovisao je singlove za mnoge muzičare, uključujući i TV ličnosti. Najpoznatiji je bio u osmoj sezoni Američkog Idola i trećoj sezoni šoua Britain's Got Talent.

## Spoljašnje veze
Mediji vezani za članak Sajmon Kauel na Vikimedijinoj ostavi

- Simon Cowell Архивирано на веб-сајту  (1. јул 2008) na ITV.com
- Sajmon Kauel na sajtu  (jezik: engleski)
- Simon Cowell na People.com
- Simon Cowell na PETA
- Simon Cowell na World Top 100 A&R Chartu
- New York Times: How a Hit Almost Failed Its Own Audition
- Kritika i kratka biografija Simona Cowella
- Playboy intervju: Simon Cowell, februar 2007.